# Monacos Grand Prix 1963
Monacos Grand Prix 1963 var det första av tio lopp ingående i formel 1-VM 1963. 

## Resultat
1. Graham Hill, BRM, 9 poäng
2. Richie Ginther, BRM, 6
3. Bruce McLaren, Cooper-Climax, 4
4. John Surtees, Ferrari, 3
5. Tony Maggs, Cooper-Climax, 2
6. Trevor Taylor, Lotus-Climax, 1
7. Joakim Bonnier, R R C Walker (Cooper-Climax)
8. Jim Clark, Lotus-Climax (varv 78, växellåda)
9. Jack Brabham, Brabham (Lotus-Climax) (77, växellåda)

### Förare som bröt loppet
- Innes Ireland, BRP (Lotus-BRM) (varv 40, olycka)
- Willy Mairesse, Ferrari (37, växellåda)
- Maurice Trintignant, Reg Parnell (Lola-Climax) (34, koppling)
- Dan Gurney, Brabham-Climax (25, differential)
- Jim Hall, BRP (Lotus-BRM) (20, växellåda)
- Jo Siffert, Siffert Racing Team (Lotus-BRM) (3, motor)

### Förare som ej startade
- Chris Amon, Reg Parnell (Lola-Climax) (Bilen kördes av Maurice Trintignant)

### Förare som ej kvalificerade sig
- Bernard Collomb, Bernard Collomb (Lotus-Climax)